# William Nassau de Zuylestein (1754-1830)

Grootwapen van Nassau-Zuylestein
volgens prent (18e eeuw)

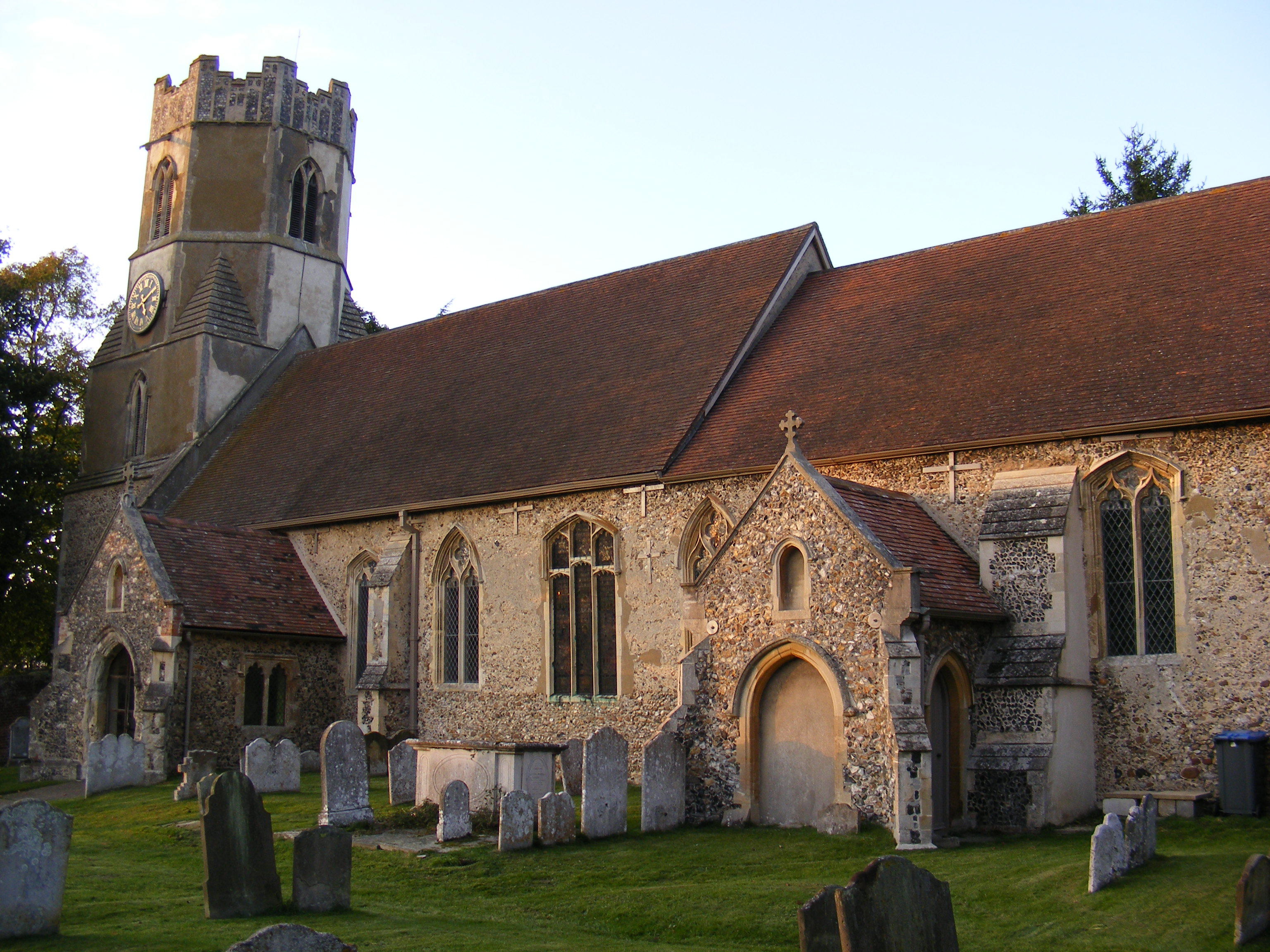
kerk van Easton

William Henry Nassau Rochford de Zuylestein was de 5e, tevens laatste, graaf van Rochford en heer van Zuylestein, Leersum en Waayenstein 1782-1830, (Rendlesham, 28 juni 1754 - Easton, 3 september 1830). Hij was een zoon van Richard Savage Nassau de Zuylestein en Anne Spencer (1715-1771).
Nassau-Rochford erfde in 1782 zijn titels en de daarbij behorende goederen van zijn oom William Nassau de Zuylestein (1717-1781) de 4e graaf van Rochford en heer van Zuylestein, Leersum en Waayenstein 1738-1781.
Van 1768 tot 1771 volgde hij onderwijs aan de Westminster School in centraal Londen. Na zijn schooltijd diende hij onder prins Willem Hendrik van Groot-Brittannië (1743-1805) in het leger bij het 1e Garderegiment troepen te voet. Op 3 mei 1773 werd hij bevorderd tot luitenant en op 14 juni 1776 tot kapitein bij hetzelfde regiment. Op 25 juni 1777 verliet hij de dienst. Hij nam zitting in het House of Lords voor de Tory's, de voorloper van de huidige Conservative Party in het Verenigd Koninkrijk. 
Nassau-Rochford overleed ongehuwd maar had drie onwettige kinderen. Hij werd bijgezet in de Allerheiligenkerk van Easton in Suffolk. Zijn Nederlandse bezittingen laat hij na, geheel in overeenstemming met de testamentaire beschikking van prins Frederik Hendrik dat Zuylenstein niet verkocht mag worden, doch moet blijven aan de nakomelingen van zijn bastaardzoon Frederik, aan zijn achterneven, nazaten van Frederik Christiaan van Reede 2e graaf van Athlone en heer van Amerongen (1668-1719) en Henriëtte van Nassau-Zuylestein (1688-1759). Hierdoor kwam Huis Zuylenstein in 1897 in handen van Godard John George Carel, graaf Van Aldenburg-Bentinck, de toenmalige bewoner van Kasteel Amerongen.
De titel graaf van Rochford stierf met hem uit.